# Andreas Herlinghaus
Andreas Herlinghaus (* 11. August 1965 in Dortmund) ist ein deutscher Jurist. Er ist seit dem 1. September 2009 Richter am Bundesfinanzhof.

## Leben und Wirken
Herlinghaus absolvierte nach dem 1985 abgelegten Abitur von 1987 bis 1988 eine Ausbildung zum Industriekaufmann. Von 1988 bis 1992 studierte er an der Rheinischen-Friedrich-Wilhelms-Universität in Bonn Rechtswissenschaften. Nach dem Ersten juristischen Staatsexamen 1992 war er bis 1996 Wissenschaftlicher Mitarbeiter am Institut für Steuerrecht der Universität Bonn. Während dieser Zeit promovierte er 1994 im Unternehmensteuerrecht. Nach dem Zweiten juristischen Staatsexamen 1996 war er von 1997 bis 1999 Syndikusanwalt in der Konzernsteuerabteilung der Deutschen Post AG in Bonn tätig. 2000 trat Herlinghaus in den Justizdienst des Landes Nordrhein-Westfalen ein und war seitdem bis zur Ernennung zum Richter am Bundesfinanzhof als Richter am Finanzgericht Köln tätig. Während dieser Zeit war er zeitweilig als Wissenschaftlicher Mitarbeiter an den Bundesfinanzhof abgeordnet.
Herlinghaus ist Mitglied des I. Senates des Bundesfinanzhofs, der für die Körperschaftsteuer, das Außensteuerrecht und die Doppelbesteuerung zuständig ist.
2013 wurde Herlinghaus zum Honorarprofessor an der Rheinischen Friedrich-Wilhelms-Universität Bonn ernannt.